# Wilfried Puis
Wilfried Puis (18 de fevereiro de 1943 - 21 de outubro de 1981) foi um futebolista belga.

## Carreira
Puis ganhou o prêmio de artilheiro do Campeonato Belga em 1964 enquanto jogava pelo Anderlecht. Em novembro de 1971, Puis mudou-se para o rival Club Brugge. Ele também jogou por Lokeren na primeira divisão.
No total, Puis jogou 49 vezes pela Seleção Belga entre 1962 e 1975. Puis jogou na Copa do Mundo de 1970.